# Lung (rezervație peisagistică)
Lung (în ucraineană Лунг) este o rezervație peisagistică de importanță locală din raionul Ismail, regiunea Odesa (Ucraina), situată lângă satele Doluchioi și Necrasovca-Veche.
Suprafața ariei protejate este de 1,453 de hectare. Rezervația a fost creată pentru a proteja zonele umede de-a lungul lacului omonim cu specii de plante și animale enumerate în Cartea Roșie a Ucrainei. Rezervația nu cuprinde întreaga zonă a zonei umede, care este de aproximativ 1,600 de hectare.
Rezervația a fost creată în anul 2001 prin decizia consiliului regional din 09 februarie 2001 inițial cu o suprafață de 799,0 hectare, și extinderea suprafeței la 29 decembrie 2004. La nivel local, aria este reglementată prin decretul Administrației de Stat a raionului Ismail din 29 octombrie 2003. Începând cu mai 2009, terenurile rezervației sunt închiriate pe termen lung către ARC Pridunaiskaia Niva.